# Burdulești
Burdulești – wieś w Rumunii, w okręgu Aluta, w gminie Corbu. W 2011 roku liczyła 294 mieszkańców.